# Ахвердиев, Гусейн Гасан оглы
Ахвердиев, Гусейн Гасан оглы (азерб. Hüseyn Həsən oğlu Haqverdiyev; 3 марта 1956, Уджар) — азербайджанский скульптор и художник. Народный художник Республики Азербайджан (2021).

## Биография
Гусейн Ахвердиев родился в 1956 году в Уджаре в семье художника Гасана Ахвердиева. В 1958 году семья переехала в Баку. В 1971 году он поступил в Азербайджанский государственный институт живописи имени Азима Азимзаде. С 1975 по 1980 год он обучался в Ленинградской высшей академии изобразительных искусств имени Веры Мухиной.

### Творчество
Он является автором скульптуры "Дева Мария" в Церкви Непорочного Зачатия Пресвятой Девы Марии, главном кафедральном соборе Апостольской префектуры Азербайджана. Он также автор произведения "Легенда о Каспийском море", расположенного у входа в терминал Сангачал.
В 2014 году скульптором был выполнен заказ на изготовление мемориальной доски Кара Караеву. В настоящее время мемориальная доска установлена на торце здания в Трёхпрудном переулке, где с 1973 по 1982 год жил композитор.
В 1995 году Гусейн был одним из художников-постановщиков азербайджанского фильма "Француз".
Выставки и симпозиумы Гусейна Ахвердиева проходили в разных странах, таких как Индия, США, Германия, Грузия и ОАЭ. В 2014 году у него состоялась сольная выставка в Узбекистане.

## Награды и звания
- Почетное звание «Заслуженный художник Азербайджана» — 30 мая 2002[4]
- Почетное звание «Народный художник Азербайджана» — 16 октября 2021[5]